# Pavlovice u Kojetína
Pavlovice u Kojetína é uma comuna checa localizada na região de Olomouc, distrito de Prostějov.